# Worcester County (Maryland)
 For alternative betydninger, se Worcester County. (Se også artikler, som begynder med Worcester County)
Worcester County (lokalt udtalt som "Wis-ter," "Wuss-ster," eller "Wuhr-shter") er det østligste county i delstaten Maryland i USA. Worcester County dækker hele delstatens atlantiske kystlinje, herunder det kendte feriested Ocean City. Worcester County er opkaldt efter Jarlen af Worchester. Hovedbyen er Snow Hill.

## Historie
Worcester County dannedes ud fra Somerset County i 1742.
Ifølge en delstatslov fik Worcester County hjemmestyre i 1976.

## Geografi
I henhold til den officielle opgørelse har Worcester County et samlet areal på 1.799 km², hvoraf 574 km² (31,88%) er vand. Terrænet er mest fladt og kystagtigt.

### Tilgrænsende counties
- Accomack County, Virginia (syd)
- Somerset County (vest)
- Sussex County (nord)
- Wicomico County (nordvest)

## Byer
I Worcester County findes følgende byer med eget bystyre:
- Pocomoke City (bystyre fra 1865)
- Berlin (bystyre fra 1868)
- Ocean City (bystyre fra 1880)
- Snow Hill (bystyre fra 1812)

Derudover findes en række byer uden eget bystyre:
1. Girdletree
2. Newark
3. Ocean Pines
4. Stockton
5. West Ocean City
6. Whaleyville
7. Bishopville
8. Boxiron
9. Cedartown
10. Germantown
11. Goodwill
12. Klej Grange
13. Nassawango Hills
14. Poplartown
15. Showell